# Buhi
Buhi ist eine philippinische Stadtgemeinde. Sie liegt im südöstlichen Teil der Insel Luzon in der Bicol-Region in der Provinz Camarines Sur etwa 290 km südöstlich von Manila.
Sie grenzt im Westen an Iriga City, im Norden an die Stadtgemeinde von Sagñay, im Süden an Stadtgemeinden von Polangui und Malinao die beide in der Provinz Albay liegen und im Osten an die Stadtgemeinde von Tiwi die ebenfalls in der Provinz Albay liegt. Es wird Bikolano, Filipino/Tagalog und Englisch gesprochen.
Die Stadtgemeinde von Buhi besteht aus 38 Barangays. Es wird Reis, Mais Kokosnüsse und Abakka (Manila Hanf) angebaut es wird auch Fischzucht betrieben. Die Gemeinde liegt am Ufer des gleichnamigen Buhi-Sees am Fuße des Vulkans Iriga.

## Barangays
Buhi ist unterteilt in 38 Barangays.
| Barangay                    | Einwohner | Haushalte |
| --------------------------- | --------- | --------- |
| Amlongan (Del Rosario)      | 409       | 66        |
| Antipolo                    | 2.115     | 378       |
| Burocbusoc                  | 1.403     | 276       |
| Cabatuan                    | 1.701     | 317       |
| Cagmaslog                   | 862       | 156       |
| De La Fe                    | 1.367     | 277       |
| Delos Angeles (Los Angeles) | 1.953     | 420       |
| Divino Rostro               | 905       | 151       |
| Gabas                       | 853       | 161       |
| Ibayugan                    | 1.672     | 304       |
| Igbac                       | 1.152     | 210       |
| Ipil (Fatima)               | 1.030     | 186       |
| Iraya (Del Rosario)         | 2.212     | 398       |
| Labawon (Santa Teresita)    | 991       | 196       |
| Lourdes (Santa Lourdes)     | 3.001     | 621       |
| Macaangay                   | 801       | 144       |
| Monte Calvario              | 2.482     | 499       |
| Namurabod                   | 206       | 46        |
| Sagrada Familia             | 3.654     | 698       |
| Salvacion                   | 2.092     | 384       |
| San Antonio                 | 1.674     | 315       |
| San Buenaventura            | 2.363     | 488       |
| San Francisco (Parada)      | 958       | 196       |
| San Isidro                  | 2.402     | 461       |
| San Jose Baybayon           | 1.073     | 208       |
| San Jose Salay              | 1.582     | 306       |
| San Pascual                 | 1.208     | 266       |
| San Pedro                   | 2.465     | 474       |
| San Rafael                  | 2.145     | 443       |
| San Ramon                   | 966       | 189       |
| San Roque                   | 809       | 168       |
| San Vicente                 | 2.260     | 461       |
| Santa Clara                 | 2.378     | 484       |
| Santa Cruz                  | 1.516     | 275       |
| Santa Elena                 | 3.683     | 706       |
| Santa Isabel                | 1.265     | 279       |
| Santa Justina               | 5.353     | 1.077     |
| Tambo                       | 2.801     | 554       |